# Emil Petrovics

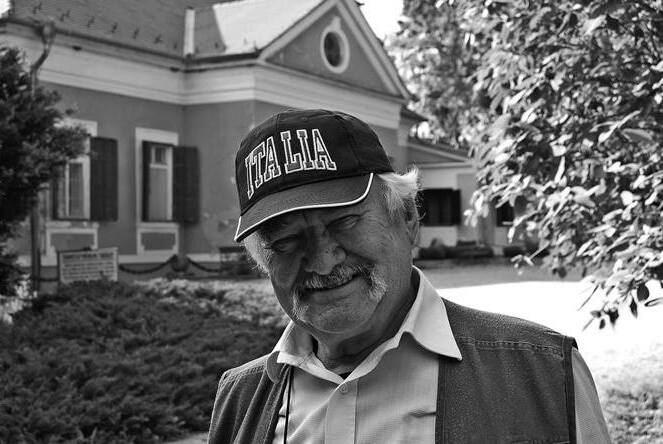
Emil Petrovics

Emil Petrovics [ˈɛmil ˈpɛtrovitʃ] (* 9. Februar 1930 in Zrenjanin, Jugoslawien; † 30. Juni 2011 in Budapest) war ein ungarischer Komponist.
Emil Petrovics studierte von 1949 bis 1951 in Budapest bei Rezső Sugár, danach an der Franz-Liszt-Musikakademie bei Ferenc Szabó, Ferenc Farkas und János Viski. Er wirkte als Dirigent und von 1960 bis 1964 als Musikdirektor am Budapester Petőfi Theater. Danach wurde er Professor an der Akademie für dramatische Künste (Színház- és Filmművészeti Egyetem). 1994 wurde er zum Mitglied der Széchenyi Akademie (Széchenyi Irodalmi és Művészeti Akadémia) gewählt. Er erhielt 1966 und 2006 den Kossuth-Preis.
Neben kammermusikalischen Werken komponierte er unter anderem drei Opern, ein Oratorium, ein Ballett, Kantaten, ein Streichersinfonie, ein Flötenkonzert und mehr als dreißig Filmmusiken.